# Chah-e Shomareh-ye Yek va Do Ali Naji Rafsanjani
Chah-e Shomareh-ye Yek va Do Ali Naji Rafsanjani (em persa: چاه شماره 1و2علي ناجي رفسنجاني, também romanizada como Chāh-e Shomāreh-ye Yek va Do ʿAlī Nājī Rafsanjānī) é uma aldeia do distrito rural de Esfandar, no condado de Abarkuh, na província de Yazd, Irã.